# Das einfache Mädchen
Das einfache Mädchen ist ein deutscher Schlagerfilm von Werner Jacobs aus dem Jahr 1957.

## Handlung
Die junge Caterina Bastiani hat vor einigen Jahren eine kleine Nebenrolle im Film Endstation Liebe erhalten, doch ist ihr der Durchbruch im Filmgeschäft nicht gelungen. Nun arbeitet sie mit ihrer Freundin Milli und deren Bruder Pit in einer Gymnastikschule. Eines Tages spricht sie für die Rolle einer Tänzerin vor, für die sie der Filmstar Robert Holden vorgeschlagen hat. Caterina überzeugt die Verantwortlichen, die umplanen: Sie erhält nun die Hauptrolle des Films. Dieser beruht auf einem Roman des Schriftstellers Thomas Krauss, der verwitwet mit seinem kleinen Sohn Jürgen auf Burg Tanneck in Unterkirchen lebt. Als er hört, dass sein Roman zu einem Unterhaltungsfilm mit Musik umgeschrieben wurde, ist er empört. Er glaubt, dass die im Roman als einfaches Mädchen angelegte Hauptperson durch die Darstellerin Caterina zu einer oberflächlichen Sängerin werde. Obwohl er Caterina noch nie gesehen hat, glaubt er, dass sie nicht schauspielen kann, und verweigert seine Zustimmung zur Besetzung. Caterina reist mit Milli nach Unterkirchen, um Thomas umzustimmen. Der jedoch lehnt eine Zusammenkunft telefonisch ab.
Im Gasthof, in dem Caterina und Milli absteigen, verabschiedet sich gerade Eva Krapke, die an diesem Tag ihren Dienst als Stubenmädchen auf Burg Tanneck beginnen soll. Kurzerhand tauscht Caterina mit Eva die Rollen und erscheint selbst als Stubenmädchen Eva auf der Burg. Sie hat bereits im Gasthof erfahren, dass die Wirtschafterin Frau Seidel jedes Dienstmädchen nach kurzer Zeit aus dem Haus ekelt, spekuliert sie doch auf eine Heirat mit Thomas. Caterina sieht die Gerüchte nach kurzer Zeit bestätigt. Sie hat erst kurz vor der Burg bemerkt, dass sie noch ihren Schmuck trägt, und diesen in einer Manteltasche verstaut. Der Schmuck fällt in ihrem Dienstmädchenzimmer aus der Tasche und Frau Seidel glaubt sofort, dass Caterina ihn gestohlen hat. Tatsächlich ergeben ihre Nachforschungen, dass Caterina, die sich nun Eva nennt, bei ihren früheren Anstellungen stets wegen Diebstahls entlassen wurde. Frau Seidel will sie sofort entlassen, doch hat Caterina bereits Freundschaft mit Thomas’ Sohn Jürgen geschlossen. Der setzt sich für ihren Verbleib ein und auch Thomas will Caterina eine zweite Chance geben.
Auf der Burg lebt auch Roberts Freund, der Maler Werner Pätzold. Er trifft im Dorf auf Milli, die er heimlich beim Baden gezeichnet hat. Beide betrinken sich heftig und verlieben sich ein wenig. Thomas will Caterina zu einer besseren Person machen und befragt sie zum „gestohlenen“ Schmuck. Caterina gibt an, dass er der Baronin Westhoff gehört habe, für die Eva einst gearbeitet hat. Als Thomas mit Caterina den Schmuck zur Baronin zurückbringen will, springt Milli als Baronin ein. Nun glaubt auch Werner, dass er sich in eine Baronin verliebt hat. Er gibt sie auf, beschließt jedoch am Ende, um sie zu kämpfen. Caterina wiederum verliebt sich in Thomas. Sie weiß, dass er ihr den Schwindel nie verzeihen würde, und versucht nun alles, um sich nicht zu verraten. Als Produzent Anton Schwarz Thomas persönlich aufsucht, um ihn von Caterina zu überzeugen, sorgt Caterina für Chaos, damit weder Fotos noch Plattenaufnahmen in Thomas’ Besitz gelangen. Im Durcheinander vergisst Anton seine Uhr im Burgzimmer, die Frau Seidel für Anton holen soll. Sie steckt die Uhr jedoch ein, wobei sie von Jürgen beobachtet wird. Wenig später findet sich die Uhr versteckt in Caterinas Zimmer wieder und Thomas glaubt, sie habe sie gestohlen. Erst Jürgen kann alles aufklären und Thomas entlässt die eifersüchtige Frau Seidel fristlos.
Thomas hat sich in Caterina verliebt und beide wollen mit Jürgen am Sonntag einen Ausflug machen. Anton jedoch hat für Caterina einen wichtigen Matinéeauftritt im Astor-Palast organisiert und so gibt sie eine kranke Tante vor und fährt in die Stadt, um aufzutreten. Auch Thomas und Jürgen begeben sich in das Theater, um Anton die Uhr wiederzubringen. Hier treffen Thomas und Caterina aufeinander und Thomas ist konsterniert. Er stimmt verärgert zu, dass Caterina die Rolle im Film spielt, will sie jedoch nie wiedersehen. Caterina ist traurig und kann ihren Auftritt vor lauter Kummer kaum zu Ende bringen. Am nächsten Tag stürmen empörte Männer Burg Tanneck, um den zur Verantwortung zu ziehen, der Caterina traurig gemacht hat. Auch Werner Pätzold redet Thomas ins Gewissen, zumal er inzwischen auch erfahren hat, dass Milli keine Baronin ist, und das nicht schlimm findet. Thomas erfährt, dass auch Caterina ihn schon lange geliebt hat, und versöhnt sich mit ihr. Beide heiraten, Werner und Milli werden ein Paar und auch Eva und Pit werden heiraten.

## Produktion

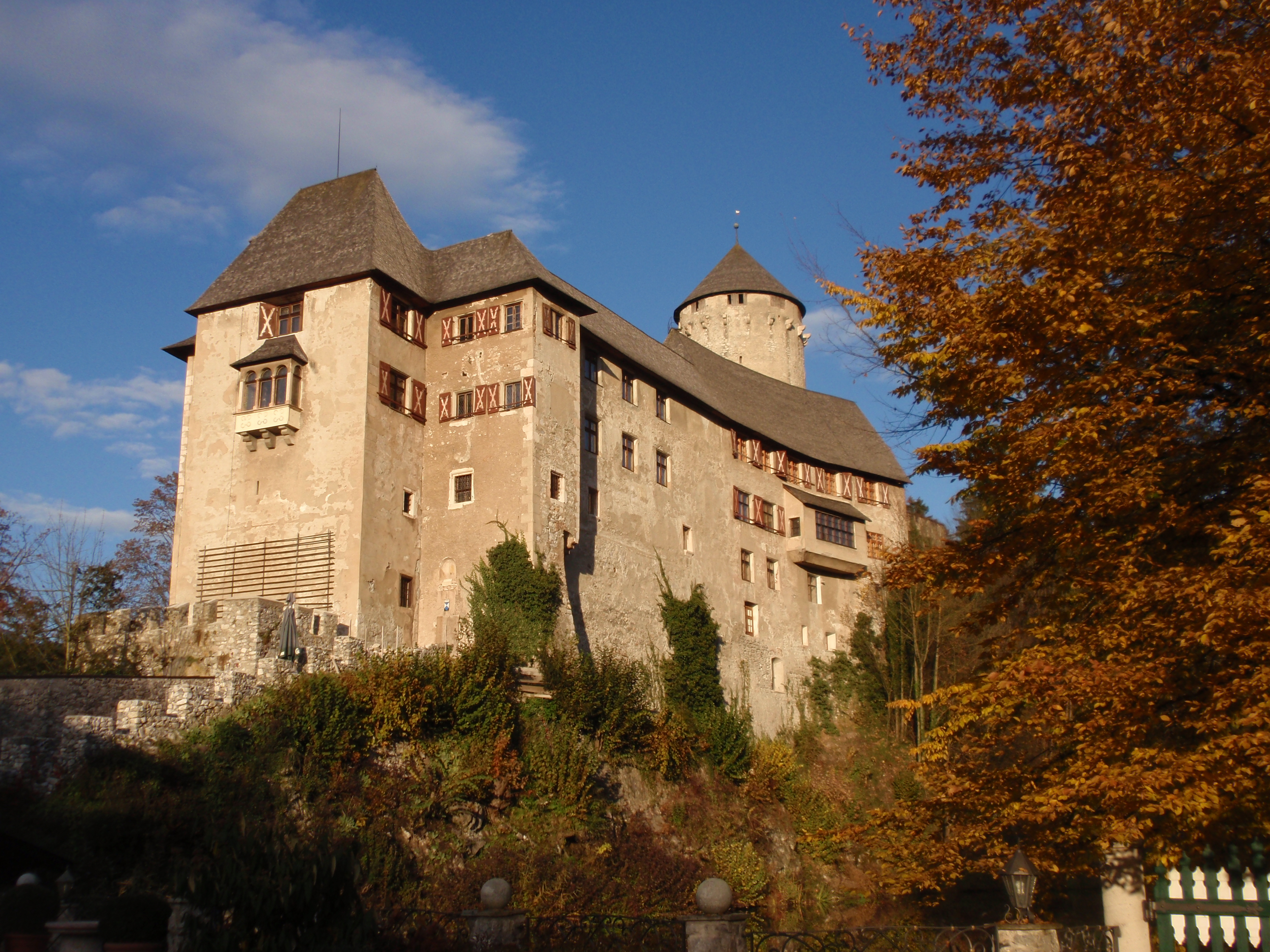
Schloss Matzen, im Film Burg Tanneck

Das einfache Mädchen wurde ab Mai 1957 unter anderem in Österreich sowie in den CCC-Ateliers gedreht. Als Burg Tanneck diente Schloss Matzen in Reith, Tirol. Der Film erlebte am 23. August 1957 im Wiesbadener Thalia seine Premiere. Am 19. Juli 1969 lief der Film auf DFF 1 erstmals im Fernsehen der DDR.
Das Szenenbild stammt von Emil Hasler und Paul Markwitz, die Kostüme schuf Maria Brauner. Im Film singen und tanzen Richard Allan, John Schaper, Lee Delmar, Gerard Nel, Jan Borall sowie das Lucas-Trio, Die Moonlights und Die Comediens. Es spielen das Orchester Kurt Edelhagen und das RIAS-Tanzorchester, die Choreografien stammen von Billy Daniel.
Caterina Valente singt im Film folgende Lieder:
- Tipitipitipso (Musik: Heinz Gietz, Text: Kurt Feltz)
- Dich werd’ ich nie vergessen (Musik: Heinz Gietz, Text: Kurt Feltz)
- Amadeo, ich will warten (Musik: Robert Schauberg, Text: Kurt Feltz)
- Frag’ mich nie, was Heimweh ist (Cowboy-Jonny) (Musik: Heinz Gietz, Text: Kurt Feltz)
- Wenn in zwei Herzen die Liebe fällt (Duett mit Richard Allan; auf Schallplatte mit Silvio Francesco als Club Manhattan) (Musik: Heinz Gietz, Text: Kurt Feltz)
- Bravo, Caterina (Es gibt noch Märchen) (Duett mit Richard Allan; auf Schallplatte mit Silvio Francesco) (Musik: Heinz Gietz, Text: Kurt Feltz)

Label der Single Tipitipitipso, 1957
Label der Single Dich werd’ ich nie vergessen, 1957
Label der Single Amadeo, ich will warten, 1957
Label der Single Frag’ mich nie, was Heimweh ist (Cowboy-Jonny), 1957
Label der Single Wenn in zwei Herzen die Liebe fällt, 1957
Label der Single Bravo, Caterina (Es gibt noch Märchen), 1957

## Kritik
Die Filmblätter nannten Ein einfaches Mädchen ein „muntere[s] und vergnügliche[s] Spiel…“ und stellten fest, dass man Caterina Valente „selten so gezügelt und doch aufgeräumt und locker sah“.
Für den film-dienst war es ein „musikalisches Verwechslungslustspiel mit herkömmlichen, teils erheiternden, teils langatmigen Verwicklungen“.
„Langsam eiert sich das Lustspiel in Schwung, bis der Hausherr endlich singt: ‚Dich werde ich nie vergessen.‘ Fazit: Lustig (mit 50er-Jahre-Reinheitsgarantie)“, schrieb Cinema.